# Milicja Faszystowska
Milicja Faszystowska, oficjalna nazwa w j. wł. Milizia Volontaria per la Sicurezza Nazionale, w skrócie MVSN (pol. „Ochotnicza Milicja Bezpieczeństwa Narodowego”), potocznie Camicie nere (pol. „Czarne Koszule”) i, w początkowym okresie działalności, Squadristi – włoska faszystowska organizacja paramilitarna o charakterze milicji, utworzona w 1923 roku przez Benita Mussoliniego, od 1924 roku stanowiąca integralny składnik sił zbrojnych, z zachowanym autonomicznym statusem.
MVSN brała udział w walkach w czasie kampanii w Abisynii, hiszpańskiej wojnie domowej, a także podczas II wojny światowej.
W 1943 roku po ustanowieniu Włoskiej Republiki Socjalnej została przemianowana na Republikańską Gwardię Narodową i Czarne Brygady.

## Historia i ustanowienie
Ruch faszystowski zrodził się głównie z kombatantów biorących udział w I wojnie światowej. Zaczęli tworzyć oni paramilitarne grupy tzw. squadristi. Stały się one zbrojnym ramieniem Narodowej Partii Faszystowskiej.
W 1922 roku Czarne Koszule wzięły udział w Marszu na Rzym. Nie stanowiły one jednak większości kroczącej do stolicy. Także większość z nich została zatrzymana w pociągach lub na drogach przez służby policyjne, nie stawiając większego oporu. Jednak grupa, która dotarła do Rzymu skutecznie wpłynęła na wyobraźnię króla Wiktora Emanuela III i powstrzymała go od wprowadzenie stanu wyjątkowego, dzięki czemu Benito Mussolini objął tekę premiera Włoch. Owo poświęcenie uczestników marszu, zwłaszcza Czarnych Koszul, było szeroko nagłaśnianie w propagandzie faszystowskiej.
W 1922 squadristi zostały przemianowane na milicję. Wywołało to sprzeciwy niektórych dowódców bojówek, jednak nie doszło do poważniejszych wystąpień. Czarne koszule, jako organizacja, zostały ustanowione 1 lutego 1923 roku. Wtedy to nadano im oficjalną nazwę: Milizia Volontaria per la Sicurezza Nazionale (MVSN). W 1924 roku została integralną częścią sił zbrojnych, mającą zachowany autonomiczny status.

## Organizacja
Naczelnym zwierzchnikiem był duce, choć na co dzień dowodził szef sztabu. W czasie wojny milicja podlegała bezpośrednio szefowi sztabu generalnego. Nazwy oddziałów milicji nawiązywały do używanych przez starożytnych Rzymian.
Porównanie liczebnościowe jednostek organizacyjnych MVSN i wojska (w kolejności: nazwa włoska oddziału; w nawiasie nazwa jednostki rzymskiej, do której nawiązywała nazwa jednostki milicji; jednostka porównywalna liczebnościowo w wojsku).
- zona (strefa) = dywizja
- legione (legion) = pułk
- coorte (kohorta) = batalion
- centuria (centuria) = kompania
- manipolo (manipuł) = pluton
- squadra (oddział wojskowy) = drużyna

Struktura:
- 15 strefowych ośrodków dowódczych
  - 33 grupy legionów
    - 133 legiony oraz kilka niezależnych oddziałów i kohort

## Stopnie

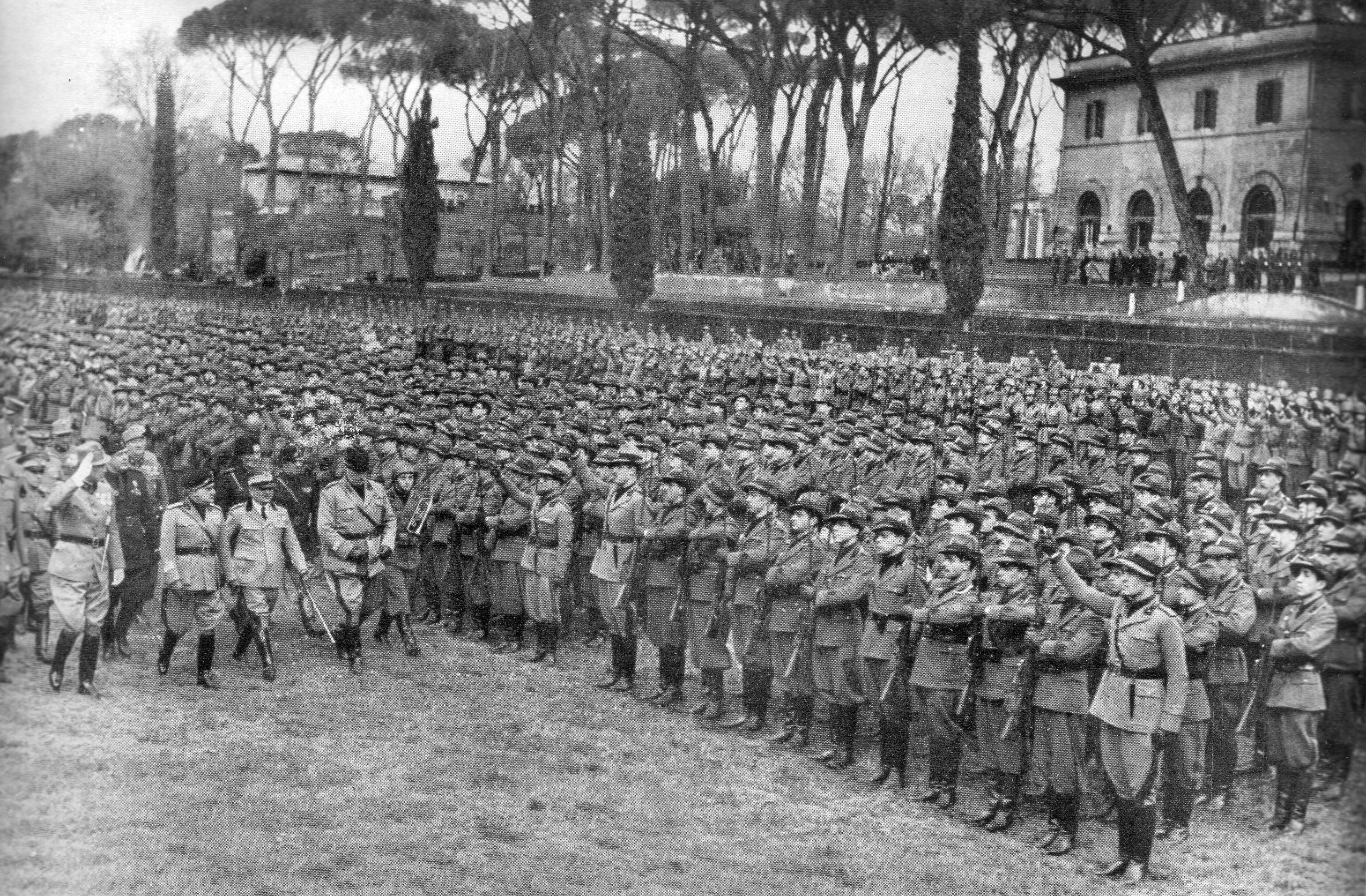
Czarne Koszule na Piazza di Siena w Rzymie, 1936

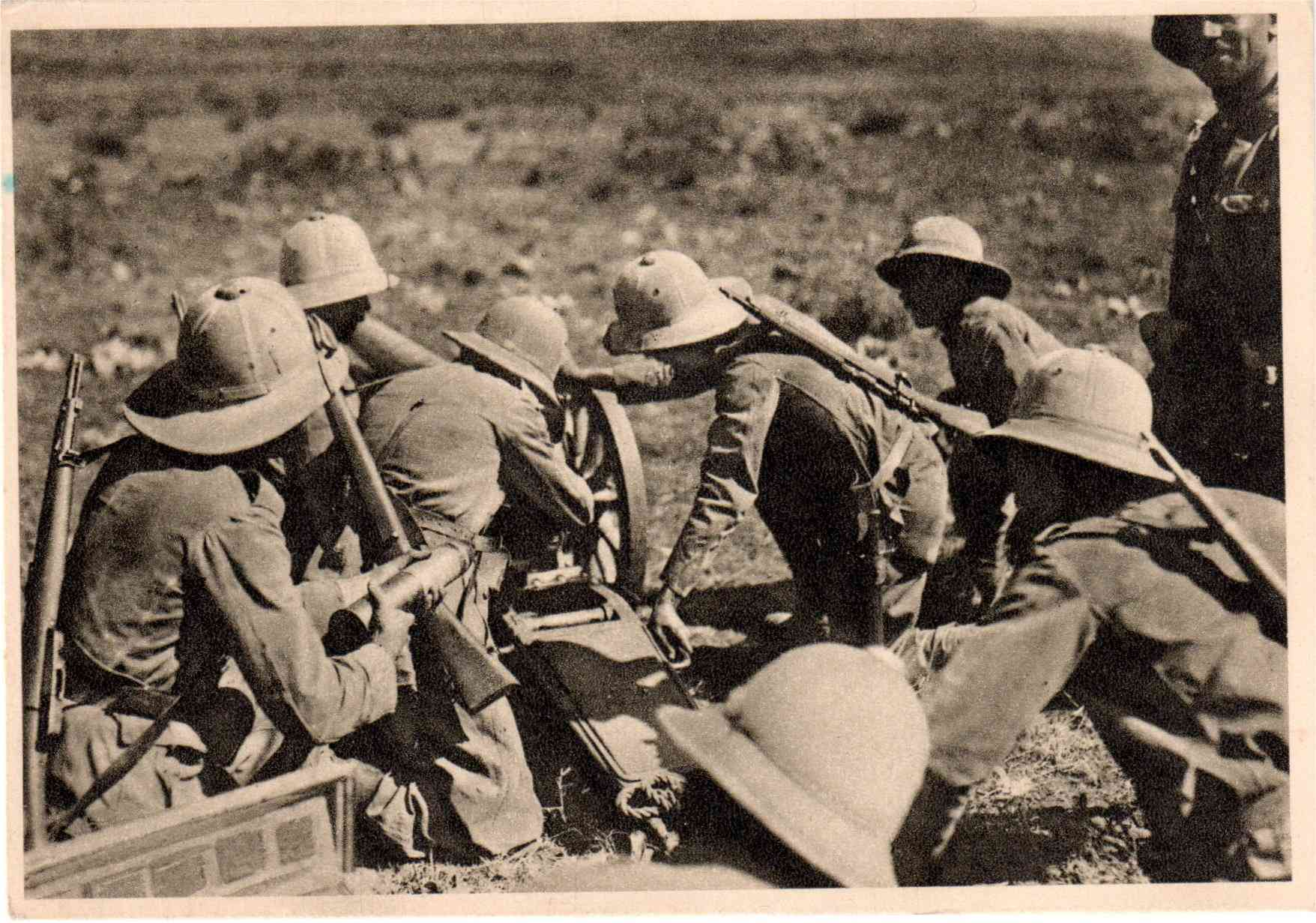
Żołnierze 2 Dywizji Czarnych Koszul „28 Ottobre” w czasie walk w Etopii, 1936

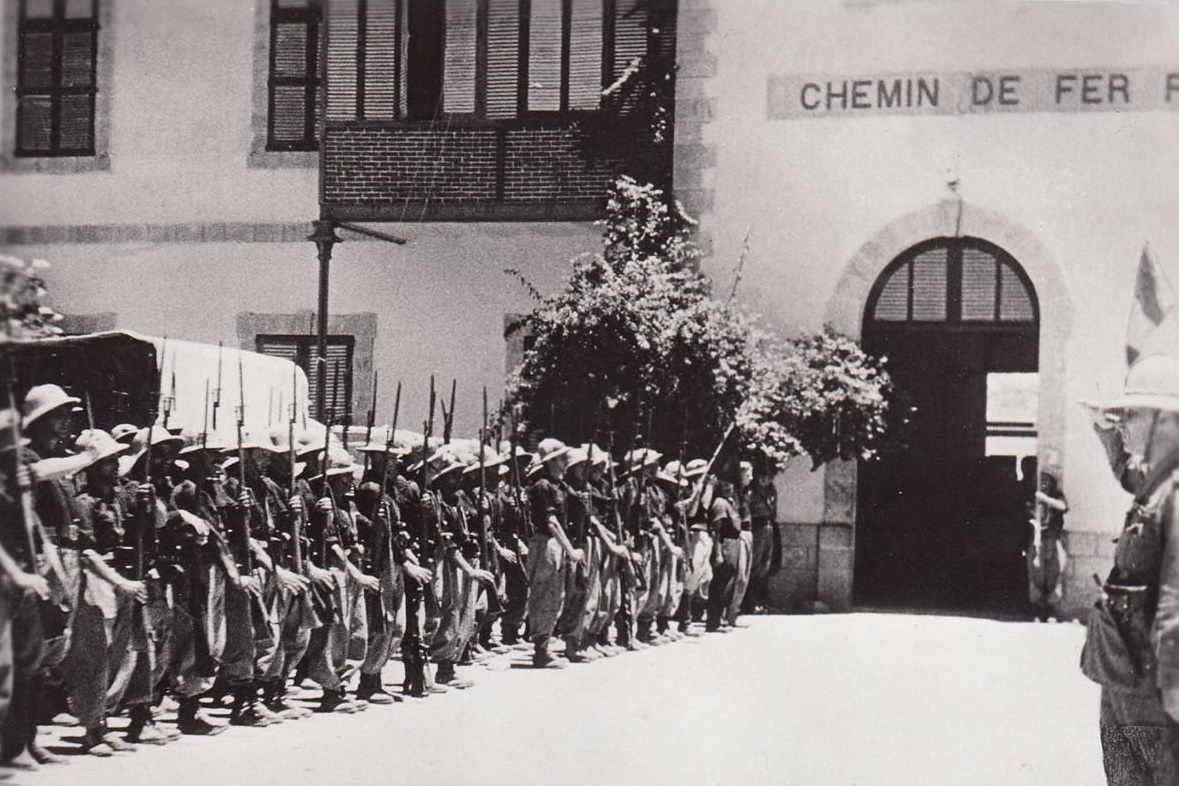
Czarne Koszule na zbiórce pod dworcem w Dire Daua, Etiopia, 1936

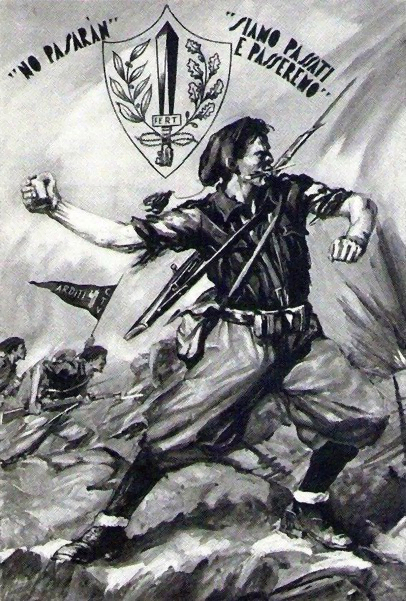
Plakat propagandowy Czarnych Koszul z okresu wojny hiszpańskiej

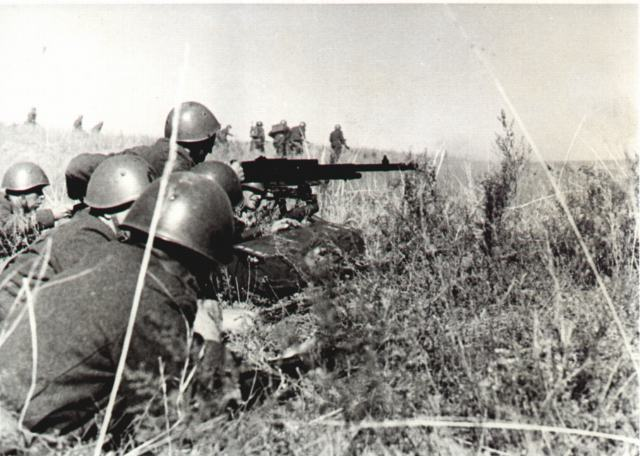
Czarne Koszule w ZSRR podczas operacji Barbarossa, 1941

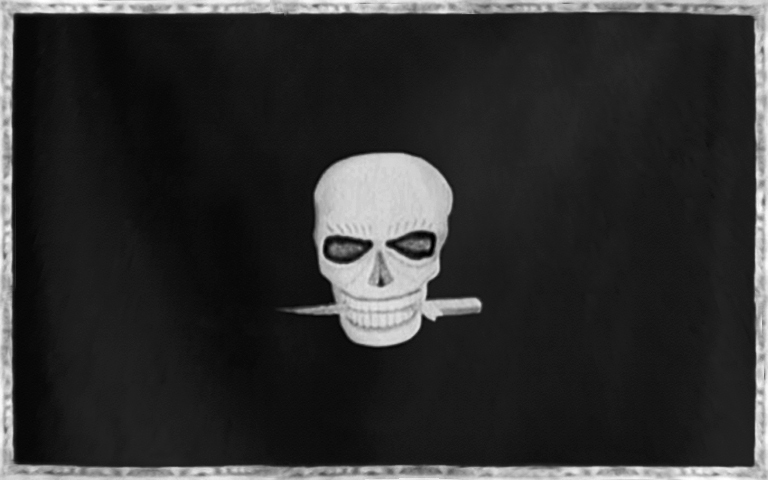
Bandera Czarnych Koszul

| Stopnie                                      | Dystynkcje |
| -------------------------------------------- | ---------- |
| Primo Caporale d'Onore                       |            |
| Caporale d'Onore                             |            |
| Comandante Generale                          |            |
| Luogotenente Generale Capo di Stato Maggiore |            |
| Luogotenente Generale                        |            |
| Console Generale                             |            |
| Console                                      |            |
| Primo Seniore                                |            |
| Seniore                                      |            |
| Centurione                                   |            |
| Capo Manipolo                                |            |
| Sotto Capo Manipolo                          |            |
| Primo Aiutante                               |            |
| Aiutante Capo                                |            |
| Aiutante                                     |            |
| Primo Capo Squadra                           |            |
| Capo Squadra                                 |            |
| Vice Capo Squadra                            |            |
| Camicia Nera Scelta                          |            |
| Camicia Nera                                 | –          |
| Legionario                                   | –          |

## Działalność
Pełniła trzy podstawowe funkcje:
- polityczną – umacnianie i obrona ustroju faszystowskiego,
- policyjną – utrzymanie bezpieczeństwa i porządku, szczególnie w instytucjach rządowych na terenie kraju i kolonii,
- wojskową – szkolenie przedpoborowych i rezerwistów, a później również formowanie samodzielnych dywizji Czarnych Koszul.

## Milicje specjalizowane
Oprócz zwykłej Milicji powoływano z biegiem czasu także specjalizowane. Współpracowały one ze sobą jak i z armią, zwłaszcza jednostkami o podobnych zadaniach, oraz służbami publicznymi jak np. z karabinierami. Każda posiadała oddzielną kwaterę główną, z wyjątkiem Milicji Obrony Przeciwlotniczej i Milicji Obrony Wybrzeża. Miały one wspólną kwaterę główną, lecz tak naprawdę były dwoma różnie funkcjonującymi formacjami.

### Milicja Kolonialna
Początki Milicji Kolonialnej to rok 1924, kiedy to utworzono dwa legiony: 1. legion Oea z bazą w Trypolisie i 2. legion Berenice stacjonującym na co dzień w Bengazi. Legion ten został użyty w walkach przeciw arabskim buntownikom. Oba legiony były sformowane z włoskich osadników i ochotników z Włoch.
W 1934 roku legiony te zredukowano do kohort, a te w 1935 przemianowane na wojskowe bataliony i włączone do piechoty Kolonialnej Armii Królewskiej. Powołano natomiast cztery legiony Milicji: w Trypolisie, Misuracie, Dernie i Bengazi. Wszystkie zostały rozbite, a jej członkowie zginęli albo dostali się do niewoli w czasie II wojny światowej.
Po podbiciu Abisynii w 1936 roku Włosi sformowali siedem legionów MVSN przeznaczonych do służby we Włoskiej Afryce Wschodniej. W Etiopii stacjonowały legiony: 1. w Addis Abebie, 3. w Gonderze, 6. w Gimmie i 7. w Dessie. W Somalii sformowano 5. legion w Mogadiszu. Na terytorium Erytrei działały 2. legion w Asmarze i 4. legion w Massawie. Wszystkie te legiony wzięły udział w Kampanii Wschodnioafrykańskiej w czasie II wojny światowej, a w 1941 zostało rozbite przez aliantów.

### Milicja Kolejowa
Została stworzona w 1923 roku i podlegała Ministerstwu Komunikacji. Jej funkcje pokrywały się z funkcjami policji kolejowej: utrzymywanie porządku, zapobieganie rozbojom na kolei i zapewnienie punktualności kursów. W czasie wojny pełniła funkcję wojsk ochrony kolei. Członkami byli pracownicy kolei. Milicję Kolejową tworzyło 14 legionów i 49 kohort.

### Milicja Portowa
Utworzona w 1924 roku posiadała 4 legiony. Miała za zadanie utrzymywać porządek w portach (także w koloniach) i ważniejszych odcinkach wybrzeża. Ściśle współpracowała z Milicją Obrony Wybrzeża. Podobnie jak Milicja Kolejowa podlegała Ministerstwu Komunikacji.

### Milicja Poczty i Telegrafu
Oddziały te zostały zrekrutowane z urzędników i pracowników poczty i telekomunikacji w 1925 roku. Także podlegała Ministerstwu Komunikacji, a do jej zadań należała kontrola i ochrona sfery usług pocztowych, telefonicznych i telegraficznych przed oszustwami. W czasie wojny wypełniała główne zadania w cenzurze i poczcie wojskowej.

### Milicja Leśna
Zorganizowana w 1926 roku w celu ochrony i zagospodarowania obszarów leśnych, łowisk rybnych i zwierzyny. Pełniła funkcje Straży Leśnej, zwalczała kłusownictwo i nielegalne wycinanie drzew oraz połowy. Jej współpraca z armią polegała na dostawach drewna i wody, urządzaniu obozowisk itp. Posiadała 9 legionów + 1 kolonialny, legion zmotoryzowany i 3 oddzielne kohorty. Jako że niektóre jej jednostki stacjonowały na terenach przygranicznych i mogły zostać użyte w walkach miała własną szkołę podoficerów i szeregowców. Milicja Leśna podlegała Ministerstwu Rolnictwa i Leśnictwa.

### Milicja Drogowa
Milicja ta podlegająca Ministerstwu Robót Publicznych została utworzona w 1928 roku i pełniła obowiązki policji drogowej. Razem z karabinierami kierowała ruchem i pilnowała porządku na drogach i autostradach. Składała się z 17 jednostek z własnymi komendanturami, 4 jednostek o wspólnej komendanturze, 3 jednostek autonomicznych. Istniała także jednostka przeznaczona do służby w Albanii.

### Milicja Obrony Przeciwlotniczej i Milicja Obrony Wybrzeża
Obie formacje podlegały jednej kwaterze głównej, a w czasie wojny działały pod kontrolą lokalnych komendantur obrony terytorialnej. Do służby w tych oddziałach MVSN przeznaczani byli mężczyźni w wieku 18–20 lat, którzy skończyli 27 lat oraz ci, którzy byli niezdolni do służby wojskowej, a mieszkali w pobliżu baterii.
Pierwszą założono w 1927 roku. Milicja Obrony Przeciwlotniczej należała do ludowej formacji obrony przeciwlotniczej (była jeszcze wojskowa). Oddelegowani członkowie stanowili załogi stałych baterii. Formacja zasilała też szeregi służb obserwacyjnych i reflektorowych. W skład tego rodzaju Milicji wchodziło 16 komendantur terytorialnych i 22 legiony. Posiadała też własną szkołę główną.
Milicja Obrony Wybrzeża została sformowana w 1932 roku i podlegała Sztabowi Generalnemu Marynarki Wojennej. Składała się z 14 legionów. Ich członkowie stanowili załogi nadbrzeżnych baterii. Milicja ta także posiadała swoją uczelnię.

### Milicja Graniczna
Zorganizowana z oddziałów specjalnych zwykłej milicji stacjonujących na obszarach przygranicznych w 1927 roku. Organizacja miała za zadanie strzec granic przed nielegalnym przekraczaniem i przemytem. Pełniła też funkcje zwiadowcze, a w razie konfliktu wspomagać wojska w obronie granic. W wypełnianiu jej zadań współpracowała ze Strażą Skarbową i Służbą Bezpieczeństwa Publicznego. Składała się z 4 legionów.

### Milicja Uniwersytecka
Powstała w 1931 roku, a tworzyli ją studenci uniwersytetów. Po odbyciu służby zostawali oficerami rezerwy. Milicja liczyła 9 legionów, 18 niezależnych kohort oraz 69-70 oddziałów szkoleniowych ćwiczonych w Libii i Abisynii. Jedna z kohort walczyła w Etiopii, a liczni ochotnicy z uniwersytetów brali udział w hiszpańskiej wojnie domowej.

### Albańska Milicja Faszystowska
Została zorganizowana w 1939 roku przez Włochów, zaraz po zajęciu przez nich Albanii w 1938 roku. Oficerowie byli Włochami, podoficerowie rekrutowali się zarówno spośród Włochów jak i Albańczyków. Uformowano 4 legiony: 1. w Tiranie, 2. w Coritza, 3. w Valonie, a legion 4. w Scutari. Albańska MVSN została rozwiązana po kapitulacji Włoch 8 września 1943 roku. Część członków przeszła do formowanych przez Niemców jednostek albańskiej SS.

## Stosunki z Armią Królewską
MVSN faktycznie była niezależną strukturą wojskową, przez co wyżsi oficerowie Armii Królewskiej byli do niej nieprzychylnie nastawieni przez cały okres jej istnienia.

## Działania bojowe

### Abisynia 1935–1936
W czasie wojny włosko-abisyńskiej Czarne Koszule utworzyły i wystawiły do walki 7 dywizji.
- I Divisione CCNN[b] „23 Marzo” – 1 Dywizja Czarnych Koszul „23 marca”
- I Divisione CCNN „28 Ottobre” – 2 Dywizja Czarnych Koszul „28 października”
- III Divisione CCNN „21 Aprile” – 3 Dywizja Czarnych Koszul „21 kwietnia”
- IV Divisione CCNN „3 Gennaio” – 4 Dywizja Czarnych Koszul „3 stycznia”
- V Divisione CCNN „1 Febbraio” – 5 Dywizja Czarnych Koszul „1 lutego”
- VI Divisione CCNN „Tevere” – 6 Dywizja Czarnych Koszul „Tyber”
- VII Divisone CCNN „Cirene” – 7 Dywizja Czarnych Koszul „Cyrena”

### II wojna światowa
W trakcie II wojny światowej Czarne Koszule osiągnęły swój największy rozwój liczebny, sięgając 340 000 żołnierzy. Formacja wystawiła do walki w czasie II wojny światowej cztery liniowe dywizje piechoty, z czego trzy od momentu przystąpienia Włoch do wojny, a czwartą od 1942 roku, ponadto piąta dywizja była w trakcie formowania. Czarne Koszule walczyły w Afryce Północnej, a niektóre oddziały w czasie wojny z Grecją. Ochotnicy pojechali również na front wschodni.
Pomimo niechęci pomiędzy Czarnymi Koszulami a zawodową armią, w realiach wojny totalnej okazało się konieczne łączenie ich oddziałów w ramach tego samego związku operacyjnego. Mussolini przeforsował plany utworzenia 142 batalionów bojowych MVSN, liczących po 650 ludzi każdy, aby zapewnić Gruppo di Assalto dla każdej dywizji armijnej. Grupy te składały się z dwóch kohort (z których każda była złożona z trzech centurii po trzy manipuły po dwa zespoły w każdej) oraz kompanii Gruppo Servizio złożonej z dwóch manipuł ciężkich karabinów maszynowych (po trzy karabiny maszynowe każda) i dwóch manipuł moździerzy (z trzema 81 mm moździerzami w każdej).
Później zostało utworzonych 41 grup mobilnych, z których formowano trzeci pułk dla dywizji armii włoskiej, ponieważ z doświadczenia bojowego wyciągnięto wnioski, że złożone z dwóch pułków piechoty dywizje Armii Królewskiej były zbyt małe zarówno pod względem siły ludzkiej, jak i uzbrojenia. Te grupy mobilne ponosiły ciężkie straty z powodu zbyt małej liczebności, niedostatecznego wyposażenia i wyszkolenia. Łącznie Czarne Koszule straciły w czasie wojny 14 000 ludzi.

## Koniec MVSN, Guardia Nazionale Repubblicana
Po alianckiej inwazji na Sycylię od władzy, przez Wielką Radę Faszystowską, został odsunięty Benito Mussolini. Został on aresztowany i osadzony w nieznanym miejscu. Nowy rząd, na którego czele stał marszałek Pietro Badoglio rozpoczął tajne negocjacje z aliantami, co doprowadziło do kapitulacji Włoch 8 września 1943 roku. Aby zapobiec ewentualnym próbom przewrotu ze strony faszystów i ich powrotu do władzy generalicja Armii Królewskiej już wcześniej zaczęła obsadzać stanowiska w Milicji Faszystowskiej, a jej jednostki łączyć z regularnymi oddziałami wojska. 12 września Mussolini został odbity przez komandosów SS i Luftwaffe pod dowództwem Otto Skorzennego. 13 października rząd Badoglia wypowiedział wojnę Niemcom przez co kraj został podzielony.
Armia zlikwidowała faszystowskie tytuły i insygnia używane w MVSN. 6 grudnia 1943 roku rząd włoski oficjalnie rozwiązał Milicję Faszystowską. Część jej byłych członków przyłączyła się do profaszystowskich jednostek tworzonych przez Niemców na zajętych przez nich terenach.
W tym czasie Benito Mussolini utworzył tam Włoską Republikę Socjalną – kolaboracyjne państwo faszystowskie. 24 listopada 1943 roku powołał do życia z resztek Milicji, ochotników i niektórych kolaboracyjnych jednostek, Guardia Nazionale Repubblicana (Republikańską Gwardię Narodową, GNR), która w prostej linii była kontynuatorką Czarnych Koszul. Jej zadaniem było utrzymywanie porządku na zajętych przez Niemców terenach oraz walka z ruchem oporu i przeciwnikami politycznymi. 30 czerwca 1944 roku z członków partii faszystowskiej i niektórych członków Milicji utworzono Czarne Brygady. Jej zadania były identyczne co GNRu. Obie jednostki brały udział w walkach na terenie Włoch aż do śmierci Mussoliniego i kapitulacji Niemiec na tym froncie.